# 怪物的孩子
《怪物的孩子》是於2015年上映的日本動畫電影，由細田守導演及編劇、奧寺佐渡子輔助編劇。這是細田守繼《跳躍吧！時空少女》、《夏日大作戰》、《狼的孩子雨和雪》後，第4度執導長編原創作品，亦是繼《狼的孩子雨和雪》後，第2部涉及非人類種族的原創奇幻題材作品。故事以東京澀谷和虛構的怪物城市「澀天街」為舞台，講述主角九太在兩個世界的冒險故事。
細田守創作本片的靈感，源自《狼的孩子雨和雪》上映同年長子的誕生，還有思考孩子不斷受週遭人影響成長的模樣。動畫採用手繪和電腦繪圖，製作期間獲得東急、澀谷區等組織的協助進行場地取材，編劇方面則採取細田守撰寫劇本、奧寺佐渡子協助檢視和修正的方式完成。
《怪物的孩子》由東寶負責發行，上映後在日本收穫總票房58.5億日圓，為日本2015年票房第二高的本土電影，更一度成為細田守執導生涯裡票房成績最高的作品，直至2021年被《龍與雀斑公主》超越，成為細田守執導作品裡票房成績第二高的作品。影評家眼裡的優點包含成長轉變與冒險的主題、精彩的戰鬥場面，但也有批評劇情設定略顯雜亂的意見。在日本國內獲頒第39屆日本電影學院獎最佳動畫片獎、 第19屆日本新媒體動漫藝術節動畫部門審查委員會推薦作品、第25屆日本電影影評人大獎動畫部門作品獎，同時是第一個入圍聖賽巴斯提安國際影展電影節競賽單元的動畫電影，但未在該影展獲獎。雖然本片在商業方面獲得成功，但是細田守和奧寺佐渡子從《跳躍吧！時空少女》起，歷經《夏日大作戰》、《狼的孩子雨和雪》並持續多年的合作關係至此告終，本片亦成為奧寺佐渡子最後一次參與細田守動畫電影編劇的作品。
小說版由細田守本人執筆創作，2015年6月20日由日本角川書店出版，台灣中文版由台灣角川代理。亦有延伸改編漫畫與繪本。2022年四季劇團宣佈原作改編真人舞台劇於4月20日公演，為細田守第一個被改編成真人舞台劇的執導作品。

## 劇情
電影故事以人間界的澀谷和虛構的怪物城市「澀天街」（渋天街）為舞台。兩個世界理應沒有交集。不過有一日，有一個人類少年「蓮」遇上怪物「熊徹」，並決意跟隨熊徹到怪物的世界。於是那個少年就成為了熊徹的弟子，並被命名為「九太」。雖然最初兩人衝突不斷，但在一起生活和修行的日子裏，慢慢萌生父子之情。九太除了收留踏進「澀天街」前在澀谷巷道偶遇的小怪物奇可，還獲得熊徹的友人多多良與百秋坊的照應、「澀天街」統治者宗師的引導，他的存在同時引起宗師候選者豬王山的長子一郎彥與次子二郎丸的注目。在某次街頭偶遇二郎丸展開對決後，二郎丸對九太心生欽佩，兩者更以此機緣成為了朋友。
九太長大成人，偶然之下帶著好友奇可從澀天街回到澀谷，他在圖書館被架上擺放的書籍《白鯨記》所吸引，但因為所知字彙有限，轉而向身旁的女高中生「楓」請教文字讀法，稍後楓因為出面規勸在館內喧嘩的同校高中生們，在晚間離開圖書館時被同校高中生們挾怨欺負，及時獲得九太協助解危。九太不但和楓成為朋友，透過後者協助學習人類的知識與文字，開始考慮參加人類世界的高中文憑認證考試獲取讀大學的資格，還在區役所查出生父的住址，和失聯的生父相認，但隨著九太頻繁來往澀天街與澀谷之間，與希望他留在身邊繼續鍛練戰鬥方式的熊徹產生理念分歧，這使得他開始思考自己應該生活在哪一個世界。
某夜九太無意間看見兒時的自己於不知情狀態生成的陰影，當他察覺內心的空虛與對自身存在陷入迷惘時，楓及時讓九太清醒，將她的書籤絲帶繫上九太的手腕，作為幫助心境恢復平靜的護身符。返回澀天街的九太被好友二郎丸告知，統領澀天街的宗師將要引退兼選擇決鬥勝出的候選者作繼任人選，然而長期留意九太的一郎彥對熊徹與父親競爭宗師繼任資格感到不滿，內心產生了黑暗面並藉機攻擊九太出氣。九太趕往競賽會場激勵熊徹，令其扭轉局勢戰勝豬王山，卻導致無法接受此事的一郎彥徹底激發內心的黑暗面，用念力操控熊徹的佩刀，將熊徹刺成重傷，自行逃往澀谷。九太經由奇可制止、看見楓贈與他的書籤絲帶恢復冷靜，為了與一郎彥做出了斷，回到澀谷試圖讓楓離開他的身邊，與一郎彥交鋒但不敵對方，連忙帶著楓逃避一郎彥的追擊，卻不慎在途中遺落隨身攜帶的《白鯨記》，拾獲該書的一郎彥受此啟發，化身為巨鯨展開攻擊行動，造成澀谷陷入大規模的混亂之中。
豬王山向怪物們道出一郎彥其實是他在多年前抱養的人類棄嬰的真相，九太則因為楓的勉勵，再度挺身應戰，試圖讓自己吸收一郎彥的黑暗之力結束這場爭鬥。為了平息這場波及人類與怪物的混亂事件，熊徹利用宗師讓出轉生成神的機會，轉生為大刀型態的九十九之神，決意成為九太心中的劍幫助他戰勝一郎彥，最終抱持覺悟的九太與熊徹合心協力，成功擊敗一郎彥，讓澀谷和怪物世界恢復和平。事後九太將楓贈與的書籤絲帶改繫在一郎彥的手上，一郎彥則在被豬王山及後者妻子接回家裡、休養醒來後，失去了相關事件記憶。九太與楓參加怪物們在澀天街舉辦的慶功宴，他從楓的手裡取回遺落的《白鯨記》，表達繼續求學的意願，兩者帶著奇可正式返回澀谷。
劇末，九太帶著奇可與生父共同生活、修復親子關係，同時為了考上大學勤奮學習。多多良暗地前往人間界關切九太的近況，勉勵怪物世界拜熊徹為師的居民們勤奮修練。熊徹則作為九太內心的劍，活在他的心中，電影以積雨雲晴空下的熊徹轉向鏡頭、露出笑容作結。

## 角色
九太／蓮
本作主角，本名蓮，九歲時因為父母離婚且母親又因車禍過世，交由親戚收養，九太不願意與親戚生活並逃走，於澀谷意外地逃到「澀天街」，被熊徹給收養並收為弟子，因為個人隱私不告訴熊徹名字，所以熊徹以九太九歲為由命名為九太。在「澀天街」生活期間陸續接受百秋坊和熊徹的指導，逐步熟練操持家務和戰鬥的技巧。長大後，某天回到澀谷，開始學習人類的知識與文字，而且與失聯的父親相認，開始陷入該在哪裡生活的抉擇之中。最終與熊徹合作擊敗內心深陷黑暗的一郎彥，化解澀谷的危機，帶著好友奇可返回人類世界和生父共同生活，從此不再持劍戰鬥，為了獲得考取大學的資格而勤奮學習。
熊徹
本作核心角色之一，新任宗師的候選人之一，人如其名熊一般的身材、猴子般的敏捷以及無窮的體力，個性豪邁直率，擅長揮舞大刀。孤兒出身，憑藉自身摸索鍛鍊戰鬥能力，雖然沒有弟子，但是成為宗師的條件之一為擁有自己的弟子，因此收人類九太為弟子並收養他，同時逐漸調整自己的心態和行事風格。在與豬王山的對決中獲勝，成為新任宗師，吸引怪物世界的眾多居民拜其為師。後來為了幫助九太對抗一郎彥，轉生為刀型的九十九神，故事尾聲時成為九太心中的劍。
楓
澀谷聖朋學院高等學校的女高中生，因為個性內向孤獨，在校園顯得格格不入。自幼承受父母的過度期待，與父母關係疏離，夢想憑藉自身的努力，取得免學費特別待遇生的資格進入大學求學後離家。與九太在圖書館相遇，被同校學生欺負時獲得九太協助解危，教導他讀書寫字和重新認識人類世界，將隨身攜帶用以平復心情的書籤絲帶贈與九太作為護身符，受其啟發重拾學習的熱忱。在澀谷陷入混亂期間勉勵九太，令其再度挺身對抗一郎彥。事後替九太尋回遺失的《白鯨記》並向他確認繼續求學的意願。
多多良
本作的敘事者之一，長相猴子的怪物，熊徹的朋友之一，嘴巴雖然毒但關心著別人。電影和小說版結局在九太返回人類世界生活後，曾暗地前往人類世界探望九太，勉勵其餘熊徹的弟子繼續鍛鍊自己的實力。
百秋坊
本作的敘事者之一，長相豬的怪物，熊彻的朋友之一。聰命而又對任何人都溫柔相待的僧侣。非常照顧來到「澀天街」的九太，也時常出面調節熊徹與九太之間的互動，並指導九太處裡家務的技巧。
宗師 / 卯月
長相兔的怪物，多年統領著住在「澀天街」的十多萬怪物的宗師。想引退並轉身為決斷力之神。特許熊徹收九太為徒，並提供介紹信讓熊徹帶領九太拜訪怪物界的宗師們。後為幫助熊徹轉生為神，讓出自己的轉生機會，再度復任宗師。小說版提及本名為「卯月」。
豬王山
新任宗師的候選人之一，人如其名有著野豬般的樣貌，冷靜沉著、勇猛果敢，擁有大量的弟子，成為新任宗師的呼聲最高，為一郎彥和二郎丸的父親。過去在人類世界發現了被棄養的一郎彥，將他帶回「澀天街」，偕同妻子撫養一郎彥與後來出生的二郎丸，但刻意對一郎彥隱瞞其身世。小說版補述一郎彥引發的混亂事件落幕後，被元老議會要求盡責養育一郎彥，作為承擔事件的責任。
一郎彥
豬王山的長子，其真實身分為人類，嬰兒時因為被棄養而被豬王山撿回收養，但隨著年齡漸長對自己不同於其他怪物的特徵產生疑問，能夠使用念力但實際為人類內心的黑暗所導致。起先瞧不起九太和嘗試競爭宗師位階的熊徹，後在豬王山與熊徹的對決中失控，在澀谷追擊九太的過程中，拾獲後者遺落的《白鯨記》，領悟化身巨鯨的能力，最終與九太的對決中，輸給九太並回歸正常，失去相關事件的記憶。
二郎丸
豬王山的次子，為父親和哥哥感到驕傲，待人親切。兒時個性活潑且愛吃東西，與其他年幼怪物欺負九太，但被九太擊敗後便成為他的朋友。長大後個性變得隨和沉穩。
九太的父親
九太的親生父親，個性溫和，因為被妻子的家族成員強制要求離婚，被迫與妻兒分開，故未被妻子家族成員告知妻子逝世的消息，連帶讓九太對他產生誤會。後來與失蹤的九太重逢，冰釋父子之間的誤會。在「澀天街」的動亂結束後，與九太共同生活。
九太的母親
九太的親生母親，與丈夫離婚後獨自撫養九太，於九太九歲時發生車禍逝世。有時候會以幻影的型態出現在九太身邊給予啟示。故事尾聲時以照片形式出現在九太的臥室書桌上。
奇可
九太離開親戚家裡時，在澀谷的巷道偶遇的迷你體型的絨毛怪物，被九太施捨食物後，便成為九太形影相隨的朋友。結局時與九太留在人類世界生活。

## 設定
| 用語   | 簡介 |
| ------ | --- |
| 怪物   | 本作中登場的非人類智慧種族，特徵是外型呈現半獸類的模樣，可轉生為神明。怪物們所屬領地的領導者稱為「宗師」，引退的宗師可選擇轉生為不同類型的神明，但必須在轉生前選出次任宗師接班者。僅有兼具實力和品格、收有弟子的對象才有獲選繼任宗師的資格。因為忌諱人類內心產生的黑暗面，習慣避免和人類有所往來。 怪物世界的文化習慣用傳統手工製造器具，因為秉信「活著的智慧不可能用文字這樣的死物來記錄」的觀念，大多數的族人相當排斥文字，同時信奉怪物們等同「侍奉神靈的武者」的觀念，族人將訓練和練習武術當成傳統，身心強大和具備相當歷練的對象將會受到族人們的尊崇。盡管很多族人習慣隨身佩戴武士刀，但拔刀通常是被宗師禁止的事項。武藝高超的怪物族人可藉由消耗體力，將身體膨脹變成獸型獲得更強大的力量，少部分族人則擁有使用念力、幻覺等的非物理能力。 |
| 澀天街 | 故事中的主要場景之一，怪物世界裡最繁華的街道，地理環境為研缽狀的山谷，居住此地的怪物居民有10萬多人。 |

## 製作

### 構思
細田守創作《怪物的孩子》的最大契機，可能就是2012年《狼的孩子雨和雪》上映時他兒子的出生。相對《狼的孩子雨和雪》講述母親如何辛苦照料孩子，他表示這次的想法則是「小孩子如何在這個世界裏成長，長大成人呢」。因此，他想藉着這部電影去思考，孩子在受到身邊無數的人影響下，不斷成長的樣子。另一方面，細田守有鑑於日本社會處於低生育率和人口高齡化，在設計圍繞著九太的群體時，採用寄養家庭的形式探討社會意義上的家庭.

### 製作過程
2012年，地圖工作室在前作《狼的孩子雨和雪》公開後，於該年9月起動開始企劃。其中情節開發等花費了約1年1個月，劇本開發從2013年10月開始花費了約4個月。同時從2013年12月開始著手角色設計，2014年3月開始花了8個月的時間進行分鏡設計。 作畫於2014年5月啟動，次年2015年5月正式完成。
角色設計方面，從先前負責《跳躍吧！時空少女》到《狼的孩子雨和雪》的貞本義行，變成細田守、動畫導演山下孝明、設計作品角色服裝的造型師伊賀大介3人。細田守在設計角色和世界觀的時候，從自己給兒子閱讀的繪本裡獲得靈感，認為孩子們在成長過程中最先接觸的是動物，不僅對人類的成長相當重要，還隱藏著和人類成長相關的事物，以此概念設計出半獸型的角色和怪物世界，角色服裝設計方面，則參照魏德聖導演的台灣電影《賽德克巴萊》，打造奇幻、傳統且與現代時裝有所差異的服裝，同時參考諸如成龍的動作電影《醉拳》、《蛇形刁手》構思動作場面。構思熊徹、九太、身旁的怪物友人多多良和百多坊及四者拜訪宗師的旅程則參考自中島敦的《悟淨出世》
編劇方面，細田守基於先前在製作《跳躍吧！時空少女》、《夏日大作戰》、《狼的孩子雨和雪》時期皆仰賴於奧寺佐渡子協助編劇，決定從本作開始訓練自己的編劇，委託奧寺佐渡子協助檢視劇本，奧寺佐渡子則採取劇本合作的方式輔助編劇，此作因而成為細田守單獨名義編劇的作品。奧寺佐渡子接受採訪時，稱她從細田守的手裡取得《怪物的孩子》劇本的時候，故事大綱已經是完整的劇本，仍協助細田守完成作品劇本。長期支持細田作品的山下高明和西田達三擔任動畫導演，大森隆史、高松洋一、西川洋一擔任美術指導。
本作由先前參與過《狼的孩子雨和雪》配樂譜寫、吉卜力工作室紀錄片《夢與瘋狂的王國》等電影音樂製作的高木正勝擔綱配樂譜曲，此為高木勝正第二次擔任細田守電影的音樂製作。

### 角色配音
角色配音方面，男演員役所廣司在本作擔綱熊徹的聲演人員，同時是首度參與動畫電影配音，細田守在進行聲演人員測試期間，認為役所廣司的聲線非常符合熊徹的聲音，同時能呈現熊徹笨拙、粗暴但也有可愛一面的特質，在講評中稱「看見役所廣司，便覺得這是熊徹的轉世」。細田守在宮崎葵參演前作《狼的孩子雨和雪》女主角花後，表示想見識宮崎葵的另一面，認為宮崎葵堅持的特質和本作主角九太有所共鳴，邀請宮崎葵飾演少年時期的九太，此為宮崎葵第二度參演細田守的動畫電影。前作《狼的孩子雨和雪》裡飾演學校教師的男演員染谷將太在本作為成年時期的九太配音，細田守在染谷將太參演《狼的孩子雨和雪》時對其表現抱持正面評價，加上想在主角角色上更加牢固地在一起，在決定製作電影時立即對染谷將太提出邀約，安排宮崎葵和染谷將太在配音過程中進行一次面對面的會面和試錄，讓兩者互相認識自己的角色。
女演員兼模特兒廣瀨鈴在本作飾演女高中生楓的角色，細田守稱廣瀨鈴的聲線表現的不僅是可愛的少女，而是和九太在靈魂方面產生共鳴的同志，有鑑於楓是九太在人類世界的指導者兼戰友，細田守認為只有她才能勝任楓的角色。本作飾演「澀天街」統治者宗師的聲演人員為細田守欣賞的男演員津川雅彥，細田守在觀賞津川雅彥參演多部伊丹十三執導的電影時留意起對方，在採訪時稱伊丹十三不僅是他欣賞的導演，還啟發他製作《夏日大作戰》，津川雅彥亦對《夏日大作戰》讚譽有加，加著宗師在本作裡是擁有壓倒性的品格和說服力的存在，認為只有津川雅彥才能扮演這個角色。
男演員大泉洋和莉莉·弗蘭奇分別飾演猴子妖怪多多良和妖怪僧侶百秋坊，原先細田守設定多多良和百秋坊的原型並非兩者，但在聽見兩者的聲音後，反而認為兩者有種「以他們為原型刻畫角色」的感覺。細田守稱大泉洋的長相和存在便是角色本身，表示大泉洋不僅能表現出多多良諷刺和聰明的特質，適合角色的程度更超乎他的想像，至於莉莉·弗蘭奇從以前便喜歡柔軟和溫柔的聲音，細田守認為莉莉·弗蘭奇明亮溫柔的聲音，正符合百秋坊見多識廣和對人友善的性格

### 場景
《怪物的孩子》跟分別將故事的主要舞台設於長野縣上田市和富山縣的《夏日大作戰》和《狼的孩子雨和雪》不同，將唯一的舞台設定在繁華的澀谷。細田守表示前兩部作品都以鄉郊地區為背景，故想一改作風，「試試在都市的中心冒險吧」。製作人齋藤優一郎亦解釋這是因為澀谷跟電影主題有共通之處。《怪物的孩子》的其中一個主題是「成長」，而他認為「容許多樣的價值觀，一直都不厭倦變化」的澀谷正是肯定「成長」的地區。在描繪澀谷場景方面，製作人員亦得到東急、澀谷區等組織的協助。
本作宣傳海報的取景、劇裡九太、熊徹和其他角色相遇的地方，取材自澀谷站前的十字路口，同時是九太和一郎太展開對決的地點。九太踏進怪物世界前躲避警員問話的藏身處，則是從高架高速公路下的自行車停放區取景，該場景後來經過道路施工已不復存在。電影裡九太往返澀谷與怪物世界的出入口，設定在澀谷中心街。至於楓指導九太學習識字的神社的真實原型，則是澀谷的冰川神社。

### 主題和詮釋
細田守在2015年接受採訪時表示，作品裡的主題包含尋找和發現自我、親情、師徒關係，其中熊徹、九太、身旁的怪物友人多多良和百多坊及四者拜訪宗師的旅程，參照自中島敦的《悟淨出世》。細田守說明，《悟淨出世》的內容是關於「自我探索」，沙悟淨對自己的存在感到疑惑，想知道「為何自己會存在在世界上」「自己到底是什麼人？」於是他決定遍訪流沙河底所有智者，企圖尋找「我為什麼是我」的答案，但還是找不到答案，最終和孫悟空、唐三藏相遇，才開始他身為沙悟淨的人生，更呼應本作中九太青春期面臨自我探索的疑惑。電影裡多處引用赫爾曼·梅爾維爾的小說《白鯨記》，細田守稱《白鯨記》的故事主線是船長和白鯨搏鬥，但船長對付的其實不是那條白鯨，而是他自己的心魔，譬喻劇中電影後半的情節轉折和片中另一對照角色「一郎彥」幻化的形象，認為「當人類和怪物／動物產生互動時，怪物變成照妖鏡，映出人類的本質。」。
「亦師亦父」是本作九太和熊徹的關係主軸，細田守解釋道：「『父親』角色未必是原生家庭的父親才能扮演，一個人的成長過程中，身邊有很多人都是你在學習上的父親。因為有這些人，你才能慢慢長大成人；父母也是有了小孩之後才開始學習怎麼當父母的，大家都是從零開始，所以我認為親子間應該是互相學習的關係。」。
動漫評論家藤津亮太解析道，熊徹對九太而言是成長過程中，與父母分離時的過渡目標，女高中楓及九太的生父則是讓九太落於人類世界的角色。楓給予九太學習的動力、被設定為被兩個世界分離所困擾的九太的理解者，加上九太與楓之間的關係仍然是愛情未滿的關係，因此他不會陷入與過渡目標分離等同愛情的實現的框架。藤津亮太稱一郎彥是對照九太處境的鏡像角色，一郎彥內心的黑暗，源自對父親豬王山的尊重與自己無法成為像豬王山般的存在，豬王山雖認為由自己扶養人類的孩子即可，但即便孩子生長於擁有良好父母的家庭，缺乏交流也會造成孤獨。這會導致內心的黑暗。然而，這些元素並不適合本作品的中心。

## 製作團隊

### 配音人員
| 角色名稱   | 角色名稱             | 配音員               | 配音員             | 配音員             |
| 中文       | 日文                 | 日本                 | 台灣               | 香港               |
| ---------- | -------------------- | -------------------- | ------------------ | ------------------ |
| 九太／蓮   |                      | 宮崎葵（少年時期）   | 李昀晴（少年時期） | 周恩恩（少年時期） |
| 九太／蓮   | 染谷將太（青年時期） | 鍾少庭（青年時期）   | 泰臣（青年時期）   |                    |
| 熊徹       |                      | 役所廣司             | 馮凱               | 張繼聰             |
| 楓         |                      | 廣瀨鈴               | 張雅婕             | 顧詠雪             |
| 多多良     |                      | 大泉洋               | 陳余寬             |                    |
| 百秋坊     |                      | Lily Franky          | 陳余寬             |                    |
| 宗師       |                      | 津川雅彥             | 田志傑             |                    |
| 豬王山     |                      | 山路和弘             | 蔣鐵城             |                    |
| 一郎彥     |                      | 黑木華（少年時期）   | 葉于嘉（少年時期） |                    |
| 一郎彥     | 宮野真守（青年時期） | 蔣鐵城（青年時期）   |                    |                    |
| 二郎丸     |                      | 大野百花（少年時期） | 黃玉奇（少年時期） | 張彩虹（少年時期） |
| 二郎丸     | 山口勝平（青年時期） | 于正昌（青年時期）   |                    |                    |
| 奇可       |                      | 諸星堇               | （使用日語原音）   | （使用日語原音）   |
| 九太的父親 |                      | 長塚圭史             | 鄒韋               |                    |
| 九太的母親 |                      | 麻生久美子           |                    |                    |

### 工作人員
- 原作、導演、編劇：細田守
- 角色設計：細田守、山下高明、伊賀大介
- 作畫監督：山下高明、西田達三
- 原畫：稲村武志、井上俊之、濱洲英喜、尾崎和孝、井上鋭、濱田高行、廣田俊輔、久保まさひこ、秦綾子、本田雄、田中敦子、大塚伸治、八崎健二、坂崎忠、高坂希太郎、賀川愛、川口博史、外丸達也、高橋英樹、箕輪博子、小倉安見、高士亜衣、本間晃、青山浩行、小池健
- 美術監督：大森崇、高松洋平、西川洋一
- 配樂：高木正勝
- 製片：中山良夫、齋藤、井上伸一郎、市川南、柏木登、中村理一郎、薮下維也、熊谷宜和
- 總製片人：奥田誠治
- 執行製作人：門屋大輔、高橋望
- 製片：齋藤優一郎、伊藤卓哉、千葉淳、川村元気
- 色彩設計：三笠修
- CG導演：堀部亮
- 美術設定：上條安里
- 衣服設計：伊賀大介
- 剪輯：西山茂
- 錄音：小原吉男
- 音響效果：赤澤勇二
- 音樂製作人：北原京子
- 助監督：青木弘安
- 特別協賛：SUNTORY
- 發行：東寶
- 企画・制作：Studio Chizu
- 製作幹事：日本電視台、Studio Chizu
- 製作委員會：THE BOY AND THE BEAST FILM PARTNERS

## 音樂

### 主題曲
電影的主題曲為搖滾樂團Mr.Children的《Starting Over》，該曲收錄在2015年6月4日發行的《REFLECTION》專輯CD中。細田守聽這首歌時，覺得歌詞和樂曲都表現了電影的世界觀，因此起用這首歌。他評論：「《Starting Over》表現出少年突破青春時的迷惘，是一首戰鬥的歌曲。請大家細味歌名『新的出發』的意思，並聆聽這首歌。」

### 原聲帶
2015年7月8日由日本TOY'S FACTORY所發行《怪物的孩子》電影原聲帶《The Boy And The Beast - Original Soundtrack》（「バケモノの子」オリジナル・サウンドラック），這張專輯內含28首曲目，由高木正勝創作編曲。

## 發表和上映
本片發行時和三得利食品公司進行商業合作，在旗下運動飲料DAKARA的電視廣告中推出本作角色九太和熊徹登場的商業廣告。同年發行和時尚品牌「Kastane」和「CIAOPANIC TYPY」合作的商品。
2015年7月24日至8月30日，地圖工作室在澀谷HIKARIE舉行包含《跳躍吧！時空少女》、《夏日大作戰》、《狼的孩子雨和雪》、《怪物的孩子》在內的展覽會，展出內容包括電影藍圖的分鏡、背景美術等精選的約300件原創作品，還有與人氣創作者團體合作的體感型展示角，讓參展者能體會各作品的世界觀。參展人數在8月23日時突破7萬。最終參展人數為88,745人。同年9月16日至9月28日在大阪梅田大丸梅田15樓大丸博物館舉辦《怪物的孩子》主題展覽。

### 特別播映
2015年10月16日，《怪物的孩子》在多倫多國際影展進行國際首映，在BFI倫敦電影節上在英國首映。該片亦登場於2015年的錫切斯影展、台北金馬影展、紐約國際兒童電影節、還有2016年的北京國際電影節。
2021年8月9日，第74屆卢卡诺影展为表彰细田守前20年的执导生涯贡献、兼致敬其發表的新作《龙与雀斑公主》在該影展進行瑞士首映，透过视频转播颁发第一届卢卡诺儿童奖给细田守，除了在影展安排播放《龙与雀斑公主》以外，同日于影展新设立面向儿少观众族群的官方电影分部「卢卡诺儿童部（英語：Locarno Kids）」播映《狼的孩子雨和雪》、《怪物的孩子》。

### 票房
電影於2015年7月11日（星期六）於日本全國上映，該週末的入場人數約有49萬4170人，票房收入則約為6億6703萬5100日圓，相比細田守上一部作品《狼的孩子雨和雪》首兩天的票房多出約82.7%，成為該週末的票房第一。次週末，電影僅次於《Hero》排名第二。截至同年10月尾，總票房收入已上升至約57億8000萬日圓。這部電影是日本2015年票房第二高的本土電影，總票房為58.5億日圓。
在美國，這部電影於2016年3月4日至6日的首映週末排名第28位。截至2016年3月16日，這部電影的美國票房總收入為474,308美元。在全球累積總票房為49,714,378美元。

### 電視和影音平台
2016年7月22日，本片在日本電視台《週五電影院！》首播，將播放時間擴大25分鐘，未刪減主線劇情，根據Video Research的資料數據，在關東地區收視率10.9%。2018年7月27日，為紀念本作上映兩週年兼新作《未來的未來》公映，將播放時間擴大19分鐘，關東地區收視率10.3%。2021年7月9日，隨著新作《龍與雀斑公主》上映在即，本作再度重播，收視率9.9%。

## 評價
《怪物的孩子》在爛番茄網站根據69條專業評價，獲得平均88%的新鮮度，平均得分7.3（滿分10分），該網站的共識評語寫道：「《怪物的孩子》結合熟悉的部份，創造扣人心弦且美麗的動畫冒險，伴隨富創意性的敘事手法搭配著電影的視覺呈現效果。」；在IMDb則獲得平均7.6（滿分10分）的評比分數；Metacritic基於15條評論（11條好評，4條褒貶不一），給予65分（滿分100分）。
《日本時報》的馬克·席林表示，這部電影“與《哈利波特》系列相比，通常以女性為中心的宮崎駿幻想有更多的共同點”，後來他表示，故事情節“始終圍繞著久太為了成為不僅強大，而且完整的存在。”Kotaku 的理查德·艾森貝斯說：“一方面是一部有趣的成年冒險，另一方面是一次出色的主題探索。這是適合任何年齡段的電影之一，有適合每個人的東西。”《洛杉磯時報》的查爾斯·所羅門說這部電影“是一個令人振奮的故事，兩個有缺陷的人找到了他們需要的愛和紀律，以在各自的世界中佔據應有的位置。”《綜藝》的彼得·德布魯日稱其為“一部充滿動感的伙伴電影，戰略性地結合了日本影迷最喜歡的幾種成分：衝突的青少年、超自然的生物和史詩般的戰鬥。”。2016年9月，日本動畫導演新海誠接受採訪時稱自己在製作《你的名字》期間觀看本片，對電影的分鏡運用給予好評。
《波士頓環球報》的彼得·基奧對電影的觀感趨於褒貶不一，給這部電影打了2.5星（滿分4星），並寫道細田“確實知道如何將一系列不拘一格的電影情節和概念混合成看似原創的混搭。”《華盛頓郵報》的帕特·帕多瓦寫道：“但讓這部成長電影最動人的是人的世界，而不是野獸的世界。”。曾陸續擔任沖繩國際電影節日本擔任審查員、影評網站CINEMAS+編者的日本影評人Che bunbun在個人影評網站評論《龍與雀斑公主》的文章寫道，細田守的歷代作品常存在引起大眾評價意見兩極的論點，特別是道德上的離奇觀點，其中《狼的孩子雨和雪》帶有從男性角度出發的樂觀性，育有狼血統孩子的母親未求助医院或其他机构，獨自在鄉村撫養自己的孩子；《怪物的孩子》裡因為踏入異世界而未被社會登記為居民的男性被迫在現實流浪；《未來的未來》出現主角小訓對插入臀部的異物產生慾望的鏡頭；而《龍與雀斑公主》50億人口使用「U」世界生物识别认证自动生成網路用戶外型的設定容易在現實網路引起炎上風波，女主角小鈴獨自救援受虐兒童的描寫則被歸於作為父母的瘋狂。
2022年4月，《Paste》評選前100名不限年份的最佳日本動畫電影，《怪物的孩子》排名第100名。同年6月，線上娛樂新聞網站《Screen Rant》根據《MyAnimeList》的評分，選出2010年代十大日本獨立動畫電影，排名第3名的《狼的孩子雨和雪》與排名第7名的《怪物的孩子》，是細田守唯二上榜的動畫作品。2023年3月，本片在爛蕃茄發表「根據爛番茄評論家評比，100部不限時間的最佳日本動畫電影」排行榜名列第27名。

## 荣誉
《怪物的孩子》獲選入圍第88屆奧斯卡金像獎最佳動畫片角逐名單，但最終未進入決選階段，此為細田守繼《夏日大作戰》入圍第83屆奧斯卡金像獎最佳動畫片角逐名單後，第二度入圍奧斯卡金像獎最佳動畫片初選名單。
| 年份   | 奖项                       | 类别                         | 结果               |
| ------ | -------------------------- | ---------------------------- | ------------------ |
| 2015年 | 第39屆金收入獎             | 日本電影部門優秀銀獎         | 獲獎               |
| 2015年 | 第43屆安妮獎               | 最佳獨立製作動畫片           | 提名               |
| 2015年 | 第19屆日本新媒體動漫藝術節 | 日本新媒體動漫藝術節動畫部門 | 審查委員會推薦作品 |
| 2015年 | 費城電影節                 | 評審團大獎                   | 提名               |
| 2015年 | 第63屆聖賽巴斯提安國際影展 | 電影節競賽單元               | 提名               |
| 2015年 | Newtype動畫獎              | 作品獎（劇場上映部門）       | 第3名              |
| 2016年 | 紐約兒童國際影展（NYICFF） |                              | 入選               |
| 2016年 | 第39屆日本電影學院獎       | 最佳動畫片獎                 | 獲獎               |
| 2016年 | 第25屆日本電影影評人大獎   | 動畫部門作品獎               | 獲獎               |
| 2017年 | 第18屆日本博覽會           | 日本動畫 最佳版達摩獎        | 獲獎               |

## 現實影響與後續餘波
《怪物的孩子》於2015年上映後，導演細田守的女兒於該年末誕生。細田守在接下來的三年期間，取材兒子和女兒及其他家人的互動，製成次作《未來的未來》。奧寺佐渡子在本作協助細田守完成劇本後，未再參與細田守日後的作品，結束雙方自《跳躍吧！時空少女》以來的合作關係。細田守開始掌握作品的編劇權、與奧寺佐渡子終止合作，被影評界的部份人士視為細田守執導生涯評價與作品品質的分歧點，後續幾年細田守兼任編劇與導演的作品，更出現影評界的部分人士批判細田守主導編劇權、造成作品故事品質受影響的評論。2022年3月，編劇作家杉本穗高、動畫評論家藤津亮太、跡見學園女子大學文學部教授渡邊大輔在日本文化網站《Real Sound》撰文回顧2021年日本動畫電影期間，論及細田守開始著手編劇兼顧導演身份後的變化，杉本穗高稱細田守在日本國內的評價，由此開始產生分歧。
伊賀大介後續在細田守的次作《未來的未來》、《龍與雀斑公主》等作品擔綱角色服裝設計。聲演人員方面，役所廣司其後陸續參與細田守執導電影《未來的未來》、《龍與雀斑公主》的配音演出。黑木華、麻生久美子亦在之後擔綱《未來的未來》的聲演。2021年，染谷將太和宮野真守再度以聲演人員的身分，參與細田守的新片《龍與雀斑公主》的演出。
2022年1月，細田守接受英語媒體《The Film Stage》採訪，被問及作品編劇從前期委託奧寺佐渡子執筆、轉變成自己親自撰寫劇本的想法，他回覆道，自己與奧寺佐渡子維持著良好的合作關係，前期的作品製作期間，製片人認為讓他和編劇合作更安全，但是他認為最近製作的作品可以直接和製作人接洽溝通，經歷需要的回饋和修改周期，而且在最近的作品採用不同的設定更有意義。

## 改編舞台劇
2022年2月，四季劇團宣布將推出細田守動畫電影《怪物的孩子》改編舞台劇，首場公演安排在2022年4月30於JR東日本四季劇場「秋」演出，作為三井不動產創立80週年紀念活動的一部分。舞台劇版由伊藤潤一郎飾演熊徹，平岡幹基和大鹿礼生分飾少年時期與青年時期的主角九太（蓮）。
舞台劇在2023年3月21日舉辦最終公演場，該戲劇經由21名戲劇記者與評論家評選，被評為2022年日本前十佳音樂劇的榜首
。
| 角色             | 演員與候補演員 |
| ---------------- | -------------- |
| 熊徹             | 田中彰孝       |
| 熊徹             | 伊藤潤一郎     |
| 蓮／九太（青年） | 立崇なおと     |
| 蓮／九太（青年） | 大鹿礼生       |
| 猪王山           | 田島亨祐       |
| 猪王山           | 芝清道         |
| 一郎彦（青年）   | 笠松哲朗       |
| 一郎彦（青年）   | 菊池俊         |
| 多々良           | 韓盛治         |
| 多々良           | 川島創         |
| 百秋坊           | 安東 翼        |
| 百秋坊           | 味方隆司       |
| 次郎丸（青年）   | 奥村 響        |
| 次郎丸（青年）   | 瀬下 喬弘      |
| 宗師             | 井上 智映子    |
| 宗師             | 増山 美保      |
| 楓               | 柴本優澄美     |
| 楓               | 竹田理央       |
| 蓮の母           | 清水 智紗子    |
| 蓮の母           | 時枝 里好      |

## 週邊商品

### 小說
2015年6月25日，細田守著作的原著小說由角川書店、角川文庫、角川翼文庫出版發行，2016年7月1日於角川Sneaker文庫正式發行。
| 卷數 | 角川書店 | 角川書店      | 角川書店               |
| 卷數 | 標題     | 發售日期      | ISBN                   |
| ---- | -------- | ------------- | ---------------------- |
| 全   |          | 2015年6月25日 | ISBN 978-4-04-103000-4 |

| 卷數 | 角川翼文庫 | 角川翼文庫    | 角川翼文庫             |
| 卷數 | 標題       | 發售日期      | ISBN                   |
| ---- | ---------- | ------------- | ---------------------- |
| 全   |            | 2015年6月25日 | ISBN 978-4-04-631522-9 |

| 卷數 | 角川Sneaker文庫 | 角川Sneaker文庫 | 角川Sneaker文庫        |
| 卷數 | 標題            | 發售日期        | ISBN                   |
| ---- | --------------- | --------------- | ---------------------- |
| 全   |                 | 2016年7月1日    | ISBN 978-4-04-103109-4 |

### 動畫繪本
2016年7月10日，發行採用劇場剪輯的動畫繪本，由日本電視台和地圖工作室LLP監修，角川書店發行。
| 卷數 | 角川書店 | 角川書店      | 角川書店               |
| 卷數 | 標題     | 發售日期      | ISBN                   |
| ---- | -------- | ------------- | ---------------------- |
| 全   |          | 2016年7月10日 | ISBN 978-4-04-103281-7 |

### 影音光碟
2016年2月24日，本片的藍光光碟和DVD同步發行。藍光版和DVD板包含正篇故事、日文字幕、兩個評論音軌，其中演員解說的特輯收錄細田守、宮崎葵、染谷翔太、廣瀨鈴的解說，由日本作家兼編劇古川耕擔任主持，工作人員解說的特輯則收錄細田守、山下高明、西田達三的解說，主持人為日本動畫評論者兼明治大學研究所特任教授冰川龍介。附錄特典視頻（劇場、預告片的製作等）和劇場小冊（劇場宣傳冊縮印版預定）。藍光特別版的多數內容同藍光光碟和DVD，另附細田守著作的本作小說和音訊評論員副讀本

## 腳註
1. ↑  由於九太踏進澀天街生活時，學歷停留在小學階段，根據日本的規定，必須通過高中文憑認證考試（高中同等學力鑑定考試（日语：高等学校卒業程度認定試験））取得文憑證明，才能參加大學考試。
2. ↑  日本當地的地方政府辦公廳舍，共分成役所、役場、廳的類別。都道府縣稱為「廳」、市政府或區政府稱為「役所」、町或村則稱作「役場」。
3. ↑  票房數據摘自Box Office Mojo2022年3月27日記錄，票房統計範圍為北美地區、歐洲、中東、非洲、拉丁美洲、亞太地區，共計15個國家或地區。
4. ↑  該排行榜係依據電影在爛番茄網站的評分高低和評論人數進行排行，細田守同樣入榜的電影尚有《龍與雀斑公主》（第10名）、《狼的孩子雨和雪》（第56名）、《跳躍吧！時空少女》（第77名）、《夏日大作戰》（第87名）[56]

## 外部連結
- 官方網站 （页面存档备份，存于）（日語）
- 怪物的孩子的X（前Twitter）（日語）
- 互联网电影数据库（IMDb）上《怪物的孩子》的资料（英文）
- 爛番茄上《怪物的孩子》的資料（英文）
- Metacritic上《怪物的孩子》的資料（英文）